# Segunda Guerra Sacra
A Segunda Guerra Sacra foi realizada entre 449 a.C.-448 a.C., e resultou num confronto indireto entre Atenas e Esparta, durante a chamada Primeira guerra do peloponeso.
A guerra eclodiu quando Esparta separou o território de Delfos da Fócida e lhe concedeu independência, devolvendo-o aos habitantes locais. Os atenienses, no entanto, tomaram as dores dos delfos, e, em 448 a.C., o exército ateniense, liderado por Péricles, foi destacado para a cidade, visando restaurar à Fócida seus direitos de soberania sobre o oráculo de Delfos. Imediatamente após os espartanos abandonarem a região, os atenienses a capturaram e devolveram aos fócios.
As atuações militares de Esparta e Atenas foram rápidas e efetivas, e não há qualquer evidência de que ela teria afetado os peregrinos que consultavam a Pítia no oráculo. Em contraste à Terceira Guerra Sacra, esta guerra foi curta, e não foi tão ferrenha.